# Glypta aurea
Glypta aurea är en stekelart som beskrevs av Carolina Godoy och Ian D. Gauld 2002. Glypta aurea ingår i släktet Glypta och familjen brokparasitsteklar. Inga underarter finns listade i Catalogue of Life.